# Regionaler Strukturwandel

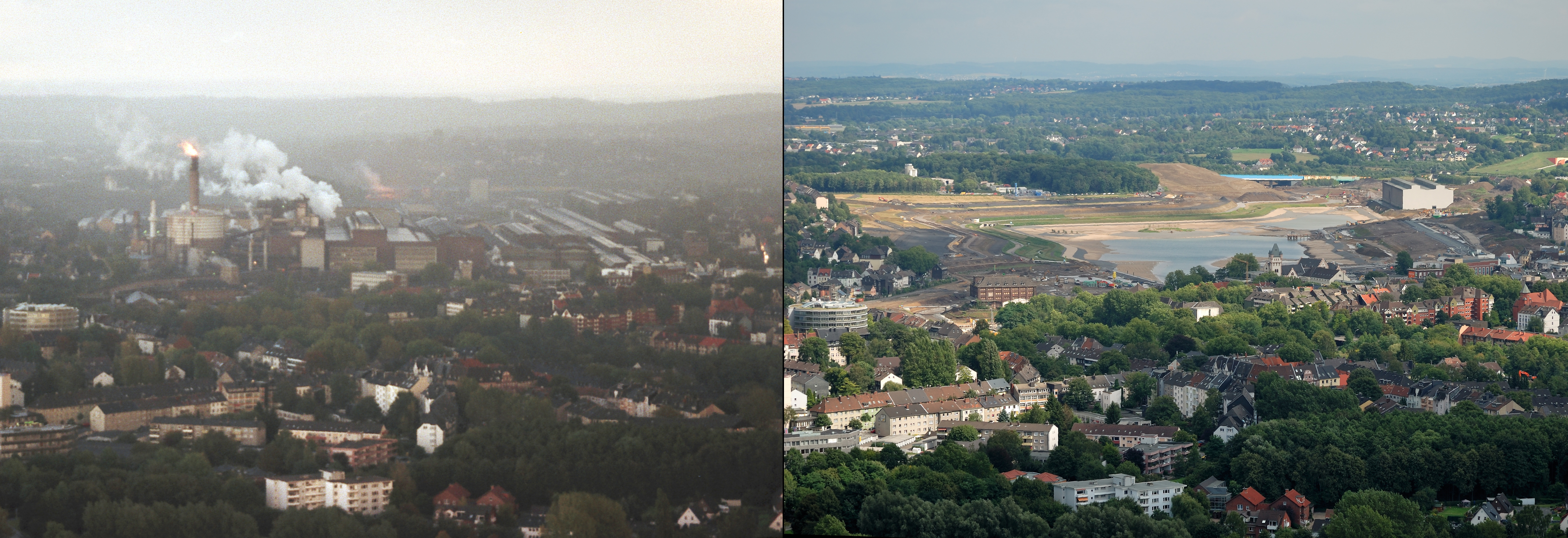
Strukturwandel im Ruhrgebiet: Der altindustrielle Standort Phoenix-Ost des ehemaligen Hörder Bergwerks- und Hütten-Vereins wurde zu einem Wohn-, Büro-, Kultur- und Freizeitstandort umstrukturiert.

Als regionaler Strukturwandel werden in der Wirtschaftsgeographie Vorgänge bezeichnet, welcher die Bestandteile und Elemente, die Kompetenzen und Fertigkeiten sowie die Zusammenhänge der Bestandteile und die Infrastruktur einer eingegrenzten Region verändern. Er verläuft in Schritten alltäglich, wird aber besonders über einschneidende Zäsuren in der Gestaltung der Struktur sichtbar.
Strukturwandel ist dabei auch ein politischer Begriff, da die Anforderungen zum Wandel einer Region in allen Ebenen der Strukturpolitik aufgestellt werden und dann konzeptuell wirtschaftsgeografisch aufgearbeitet werden. Sowohl wissenschaftlich als auch politisch lassen sich zum Strukturwandel nur Vorschläge und Rahmenbedingungen formulieren und schaffen. Strukturwandel als volkswirtschaftlich geprägter Vorgang an sich ist nicht in jedem Fall steuerbar. Ziel des politischen Strukturwandels ist es, Standortvorteile wieder zu erlangen oder – im besseren Fall – zu halten und auszubauen, in dem die wirtschaftliche Effizienz und Differenzierung der Region verbessert wird.

## Gegenwärtige Rolle
Strukturwandel spielt immer dann offensichtlich und politisch eine Rolle, wenn eine Region oder ein ganzes Land strukturelle Probleme besitzt oder als strukturschwach gilt. In der Europäischen Union betrifft dies die Gebiete der EU-Osterweiterung, den Norden Großbritanniens, den Süden Italiens und – nicht zuletzt – Ostdeutschland sowie das Rheinische Braunkohlerevier.
Die Strukturschwäche der Neuen Bundesländer in Deutschland ergab sich politisch nach dem Abbau eines Marktschutzes. Betroffen war davon eine nicht konkurrenzfähige Wirtschaft. (Wobei eingeräumt werden sollte, dass nicht wenige Betriebe der neuen Bundesländer auch eine wirtschaftliche Konkurrenz darstellten). Abgefedert werden sollte diese Zäsur durch Transferleistungen unter dem Schlagwort „Aufbau Ost“. Insbesondere bei der effizienten Aufschlüsselung und Verteilung der Gelder wurden Theorien des regionalen Strukturwandels diskutiert und angewandt. Dem gegenüber steht der Vorwurf, staatliche Mittel seien nach dem Gießkannenprinzip, also ohne theoretischen Hintergrund, verteilt worden.
Da sich herausstellte, dass die Entwicklung der ostdeutschen Regionen nicht homogen ist, sondern in einzelnen Zentren besser – in vielen ländlichen Regionen aber schlechter verläuft, wird 15 Jahre nach Beginn der Transferzahlungen ein Umstellen des Prinzips auf die Förderung so genannter „Leuchttürme“ gefordert und diskutiert. Als Regionen mit wesentlich besserem Potenzial werden die Räume um Chemnitz, Dresden, Erfurt, Jena, Leipzig und Rostock sowie der Speckgürtel um Berlin angesehen. Die Probleme des Prinzips der „Leuchtturmförderung“ ergeben sich aus dem Verstoß gegen den Gleichheitssatz des Grundgesetzes, insbesondere gegen die Aufgabe des Bundes zur „Herstellung gleichwertiger Lebensverhältnisse“ nach Art. 72 Abs. 2 GG, wobei anzumerken ist, dass eine heterogene wirtschaftliche Struktur innerhalb einer Nation in dieser Hinsicht nie das Prinzip vollkommener Gleichheit einhalten kann (Siehe dazu auch System der Zentralen Orte).

## Ursachen und Auslöser
Als Ursachen und Auslöser für Strukturwandel sind verschiedene Vorgänge verantwortlich. Dabei sind diese in den seltensten Fällen monokausal bedingt. Die Ursachen für regionalen Strukturwandel ergeben sich aus dem ökonomisch-sozialen Wettbewerb zwischen Regionen, der zwingend angenommen werden muss. Diese gegenseitige Konkurrenz führt zur Veränderung von Einflussgrößen. Die besseren Chancen auf positive langfristige Entwicklung erhält eine Region dann, wenn sie sich kontinuierlich wandelt und auf Ursachen reagiert.

### Ökonomische Ursachen

#### Allgemein
Die häufigste Ursache für Strukturwandel sind Schwächen einer Region im ökonomischen Wettbewerb mit anderen vergleichbaren Regionen. In diesem Fall ist häufig die Schließung eines Großunternehmens mit Auswirkungen auf Subunternehmer, Zulieferer und Arbeitsmarkt der Auslöser einer strukturellen Krise und Anlass eines Strukturwandels der Region.
Ursache für die Schwäche können dabei ganz verschiedene Prozesse und Vorgänge sein. Ursächlich sind dabei unter anderem die mangelnden Erneuerungen von Prozessen und die Erstarrung von Strukturen. Wirtschaftlicher Erfolg geht dabei einher mit steigenden Löhnen und Kosten für Grund und Boden sowie für Vorprodukte. Bleibt die Innovationsfähigkeit aus, droht ein relativer Qualitätsverlust der die hohen Kosten nicht mehr rechtfertigt.
In den letzten Jahren zeichnete sich insbesondere die Veränderung der Strukturen beim Suchen nach Synergien (Clustering) und damit Kostenersparnissen als Mittel zur Wahrung von ökonomischen Standortvorteilen aus.

#### Beispiel

Das Ruhrgebiet verlor fast die gesamte Schwerindustrie als ursprüngliche Kernbranche, die alten Anlagen werden jedoch anderweitig wieder genutzt

Das Ruhrgebiet gehört zu den Regionen Europas, deren Struktur schon in der Frühindustrialisierung verändert und geprägt wurden. Durch den Steinkohleabbau und der Nähe zum offenen Meer (Erzzufuhr) entwickelte sich dabei eine Industrie der Rohstoffverarbeitung. Insbesondere diese Bereiche stehen seit Jahrzehnten unter enormen Wettbewerbsdruck, da vor allem der Kohleabbau immer unökonomischer wurde. Alternative Industrien entwickelten sich in den Branchen Automobil- und Maschinenbau vergleichsweise spät. Aufgrund mangelnder Innovation und Investition in die Produktionsanlagen stehen auch diese ersten Ersatzindustrien heute unter Druck durch attraktivere Gebiete auf der Welt.

### Soziale Ursachen

#### Allgemein
Die Art und Entwicklungsstufe einer Gesellschaft setzt im Wesentlichen den Fokus auf den Wirtschaftssektor (siehe auch: Drei-Sektoren-Hypothese) einer Region. Die Entwicklungsstufe einer Gesellschaft wird grob in Agrar-, Industrie- und Informationsgesellschaft unterteilt. Die Übergänge können dabei sehr verschwommen sein. Die bedeutenden Güter sind vorerst Grund und Boden sowie Arbeitskraft, später effektive und effiziente Maschinen sowie Informationen und Wissen. Eine höhere Entwicklungsstufe bedingt immer mehr Globalisierung, also den weltweiten Austausch von Waren und Informationen sowie die Verteilung von Wertschöpfung in verschiedenen Regionen.
Bedeutsam für den Strukturwandel sind die Rückwirkungen der höheren Wirtschaftssektoren auf die unteren. Praktisch bedeutet das, dass eine Industriegesellschaft auch bessere Mittel für die Landwirtschaft besitzt. Eine Informationsgesellschaft verbessert ihr verarbeitendes Gewerbe. In letzterem Fall spricht man heute vom Wandel einer Industrieregion zur „High-Tech“-Region. Die Veränderung der sozialen Struktur einer Region schafft Standortvorteile auch bei den vorhandenen Produktionsmitteln und -schwerpunkten. Daraus folgt auch, dass der Anteil am Bruttoinlandsprodukt von Betrieben der unteren Wirtschaftssektoren in einer weiter entwickelten Gesellschaft auf keinen Fall verschwindet.
Um die Übergänge der Gesellschaftsform mitbestimmen und nutzen zu können, hat es sich schon beim Übergang zur Industriegesellschaft gezeigt, dass eine Region wissenschaftliche Einrichtungen benötigt.

#### Beispiel
Die Republik Irland und dabei vor allem Dublin hatte es sogar geschafft, die Form der Industriegesellschaft zu überspringen. Das Land wurde aufgrund der enormen wirtschaftlichen Entwicklung (in Anlehnung an die asiatischen Tigerstaaten) Keltischer Tiger genannt. Bei der Aufnahme in die Europäische Union galt Irland noch als strukturschwach, gehörte aber auf Grund massiver Subventionierung seitens der EU vor der Finanzkrise, die 2007 begann, zu den dynamischsten Regionen der EU.
Die irische Wirtschaft schaffte es dabei, Dienstleistungen hauptsächlich zu exportieren, indem eine hervorragende Informationsinfrastruktur aufgebaut wurde. Diese nutzt dabei auch die exponierte Lage zwischen Nordamerika und Europa.
Auffallend an Irland war es jedoch, dass das Bruttoinlandsprodukt wesentlich höher ist als das Bruttonationaleinkommen.

### Ökologische Ursachen

#### Allgemein
Die ökologischen Ursachen sind nicht zu vernachlässigen und haben oft auch gravierende Folgen für eine Region. Sie sind doch häufiger anzutreffen, als zunächst zu erwarten ist. Sie zwingen häufig zur totalen Veränderung der Struktur einer Region. Auslöser können sehr plötzliche und unvorhergesehene Effekte sein. Auch hier lassen sich Rückwirkungen ausgebauter höherer Wirtschaftssektoren erkennen. Vorzeitiges Erkennen von entstehenden Engpässen und Risiken durch eine wissenschaftliche ökologische Analyse und Ressourcenplanung, hilft solche Effekte besser vorherzusehen.

#### Beispiel

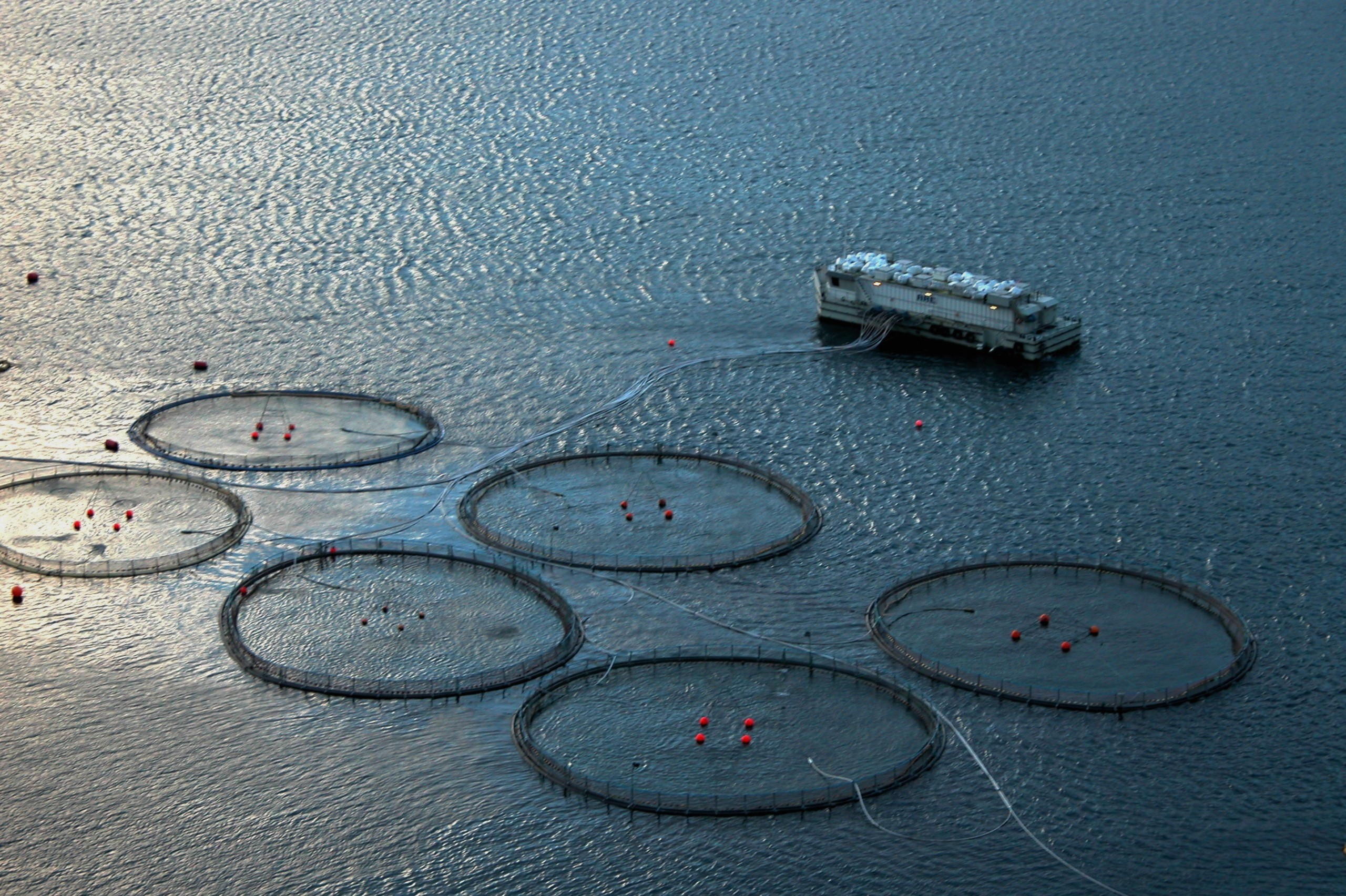
Aquakultur im offenen Meer

Beispiel dafür ist die Überfischung eines Gewässers, bei dem irgendwann der Punkt erreicht ist, an dem eine Fischpopulation nicht mehr genug Nachwuchs kreieren kann. Spürbar wird dies erst, wenn plötzlich keine ausreichend großen Fische mehr vorhanden sind. Ursache in dem Fall ist eine Überkapazität an Fangvorrichtungen und die hohe Effektivität des Fischfangs.
Da in dem Fall häufig Fangverbote ausgesprochen werden, entstehen in den abhängigen Regionen hohe ökonomische Schäden. Eine Möglichkeit sich zu wandeln ist in dem Fall das Aufbauen von Aquakulturen, also das landwirtschaftliche Halten und Züchten von Fischen, oder Umstrukturierung auf Tourismus. Da Aquakulturen sehr viel Wasser benötigen, weil die Massentierbestände dieses belasten, eignen sich für Aquakulturen vor allem zerklüftete und tiefe Küsten, wie zum Beispiel in Norwegen. Aquakulturen lassen sich im hohen Maß automatisieren.
Weitere Beispiele sind das Waldsterben durch Monokulturen, die vor Jahrzehnten angelegt wurden, oder auch die Rodung von Regenwald zur Schaffung von (benötigten) Ackerflächen, die nicht langfristig nutzbar sind.

### Politische Ursachen

#### Allgemein
Auch politische Maßnahmen und Veränderungen können Strukturwandel beeinflussen. Allgemein versucht der Staat Wandel zu regulieren und steuernd einzugreifen. Die eigentlich negative Form dabei ist die Subventionierung einer mittlerweile unökonomischen Branche und Wirtschaftsstruktur. Der Staat versucht dabei mittelfristig zu rasche Veränderungen zu dämpfen, um zum Beispiel Arbeitnehmern Zeit zur Umstellung zu geben. Gelingt es der Region nicht sich umzustellen, droht die Einstellung der Subvention zum Auslöser einer Strukturschwäche zu werden.
Weitere Aktivitäten des Staates beziehen sich auf die Anregung von Investitionen und Ansiedlungen durch Subventionen. Diese sind zum Beispiel die Auszahlung von Geldern (die eventuell zweckgebunden genutzt werden müssen), die Beteiligung an Unternehmen und die Bürgschaft für aufgenommene Verschuldungen der Investoren oder auch sehr häufig als indirekte Subvention die befristete Steuerbefreiung. Da Subventionen für Investitionen von jeder Region angeboten werden können, findet insbesondere über diese Subventionen Konkurrenz statt. Aus Sicht der Region sollen die Subventionen den Vorteil im Bündel der Standortvorteile einer Konkurrenzregion eliminieren.
Andere Beispiele sind die Öffnung oder Schließung von Grenzen sowie das Einstellen oder Einführen von Schutzzöllen.

#### Beispiel

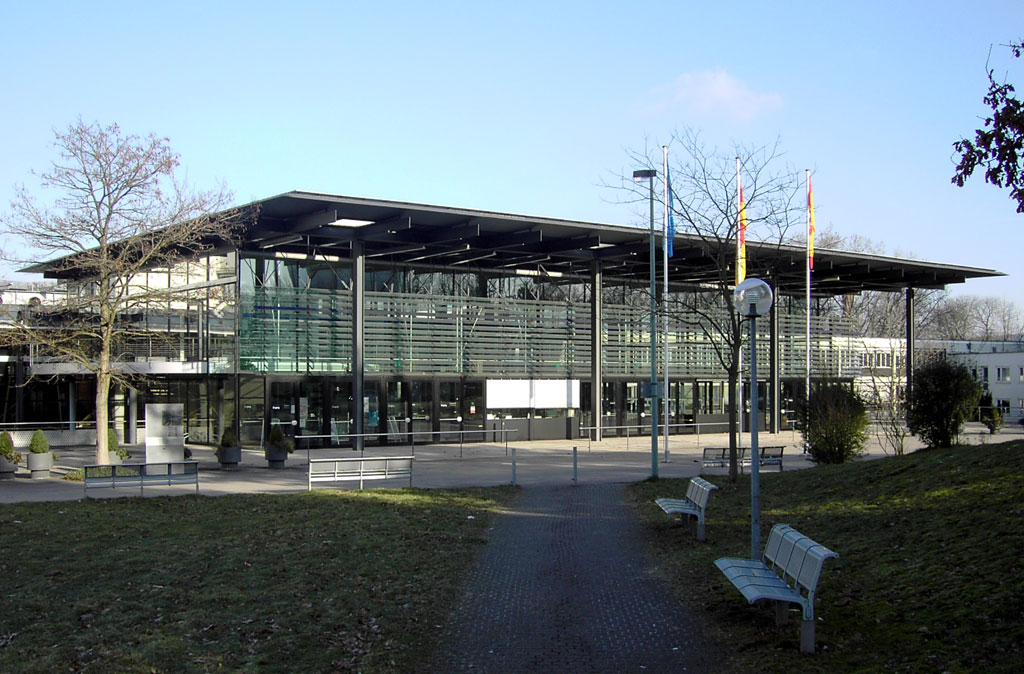
Der neue Plenarsaal in Bonn

Die Stadt Bonn war seit 1949 Sitz des Deutschen Bundestags, der deutschen Regierung und zahlreicher Bundesbehörden. Da der Bundestag 1999 und später die Bundesregierung nach Berlin umzogen, verlor Bonn den Status als Regierungssitz und damit seinen wichtigsten Wirtschaftsfaktor.
Seit dem Beschluss, den Bundestag zu verlagern, konnte Bonn sich als Dienstleistungsstandort profilieren und statistisch jeden Arbeitsplatz ersetzen. Die Anzahl der Arbeitsplätze stieg dabei um fast 30 % oder etwa 22.000 gegenüber 1991, als der Strukturwandel begann. Bonn ist daher ein Beispiel dafür, dass politische Ursachen und Handeln des Staates nicht zwangsläufig negativ sein müssen. Der Wandel in Bonn wurde frühzeitig formuliert, über Konzepte abgesichert und nicht unterdrückt.

## Faktoren
Einige Eigenschaften und Voraussetzungen beeinflussen den Ablauf von Strukturwandel. Grob lassen sich Faktoren in diejenigen aufteilen, die sich von selbst ergeben, oder diejenigen, die durch eine eingreifende Strukturpolitik entstehen.

### Vorhandene Struktur
Regionen, die eine aufgebaute Struktur in mehreren Wirtschaftssektoren haben, scheinen besonders kontinuierlich wandlungsfähig zu sein. In den Vordergrund tritt dabei der kausale Zusammenhang zwischen den Wirtschaftssektoren. Ist dieser Zusammenhang erkennbar, führt er fast selbstständig zum Erschließen der verbindenden Infrastruktur und zum Aufbau weiterer Elemente. Beispielsweise liegt Frankfurt in einer sehr günstigen topografischen Lage in Mitteleuropa. Der Bedeutung als logistisches Zentrum folgte die Bedeutung als Markt- und Finanzmarktstandort. Letztere sind eng verbunden mit Informationsgütern, die wiederum als logistisches Gut erfasst werden können. In Frankfurt entwickelte sich damit auch eine hervorragende Informationsinfrastruktur. Strukturwandel vollzieht sich in solchen Regionen sehr viel leichter und kontinuierlicher. Veränderungen passieren dabei aufgrund einer ökonomischen Notwendigkeit.

### Kompetenzaus- und -aufbau

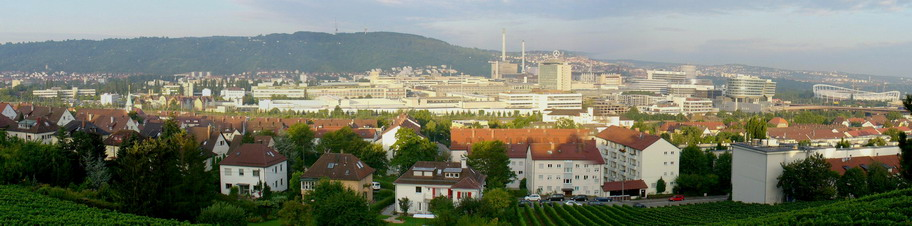
Stuttgart ist seit mehr als 100 Jahren ein modernes Zentrum des Automobilbaus

Forschungs- und höhere Bildungseinrichtungen sind insbesondere seit der Frühindustrialisierung ein Faktor, der einer Region verhalf, sich günstig aufzustellen und zu entwickeln. Dieser Faktor ist in der gegenwärtigen Entwicklung der Globalisierung umso wichtiger, da der Anteil der Produktentwicklung gegenüber der Produktion an der gesamten Wertschöpfung enorm zugenommen hat. Darin eingeschlossen ist die Art der Verteilung der Ressource Wissen auf die Bevölkerung.
Es ist auch möglich und günstig für eine Region, wenn sie eine Kernkompetenz bildet, die sie über Jahrzehnte weiterentwickeln kann. Auch sie begünstigt den kontinuierlichen Wandel der Struktur. Beispiele für Räume und Regionen mit ausgeprägter Kernkompetenz sind zum Beispiel die Region Stuttgart im Fahrzeug- und Flugzeugbau oder die Regionen Dresden und Erfurt in der Entwicklung von Elektrotechnik und Mikroelektronik.

### Wandel der Infrastruktur
Um erfolgreichen Strukturwandel auszulösen, muss eine Region die vorhandene Infrastruktur an die neuen Waren und Güter anpassen. Infrastruktur ist Voraussetzung, um verteilte Wertschöpfungsketten in der Region und über die Region heraus zuzulassen. Infrastruktur ist der Punkt, an dem häufig Wirtschaftspolitik ansetzt, insbesondere weil die Wirksamkeit von Maßnahmen besser vorhersehbar ist als bei Kompetenzaus- und -aufbau.

## Probleme
Regionaler Strukturwandel löst, insbesondere wenn er schnell und plötzlich geschieht, zahlreiche Probleme aus. Strukturwandel wird aber, bezogen auf die eigene Wohnregion oder auf andere Regionen, nur da wahrgenommen, wo er beschleunigt und damit leichter wahrnehmbar verläuft. Aufgrund dieser Wahrnehmung löst Strukturwandel bei vielen Menschen Ängste aus.
Die Probleme des Strukturwandels betreffen insbesondere die Bewohner der Region. Speziell entstehen soziale, psychische und wirtschaftliche Rückwirkungen auf die betroffenen Menschen.
Tritt Strukturwandel zusammen mit rationalisierenden Maßnahmen wie zum Beispiel Automatisierung auf, kommt es zum Arbeitsplatzabbau und damit zu Arbeitslosigkeit. Häufig ist dieses Problem insbesondere nach raschen Veränderungen der Struktur sehr langwierig. Auch wenn die Region durch solche Maßnahmen ihre Konkurrenzfähigkeit bewahrt, kommt es in der Region zu einer anderen Allokation der erworbenen Ressourcen. Es können sich Veränderungen für die Binnenwirtschaft der Region ergeben, wenn die allgemeine Kaufkraft sinkt.
Der Konkurrenzdruck, dem eine Region ausgesetzt ist, überträgt sich direkt auf die Menschen in einer Region. Letztendlich müssen Bewohner einer Region dem Wandel folgen können, was vor allem aus sozialen, physischen und psychologischen Gründen nicht jedem möglich ist. Dem Wandel persönlich folgen zu können, heißt insbesondere das Wissen über neue Elemente der regionalen Struktur zu erlangen und mit neuen Technologien umgehen zu können. Die Anpassung der eigenen Fähigkeiten gilt als Voraussetzung, um am Wandel teilnehmen zu können. Folglich sind solche Menschen, die bei einem schnellen Strukturwandel Bildungsrückstände aufbauten, schwerer in die veränderte Wirtschaftsstruktur zu integrieren.
Eine weitere Problematik des Strukturwandels betrifft die Nachwirkung eines negativen Auslösers, zum Beispiel die Auflösung einer kernkompetenztragenden Branche in einer Region. Gegen die daraus entstehenden Probleme kann eine Region mit ihrem Regionalmarketing reagieren. Folgen des Problems sind Imageverluste und damit erschwertes Anregen von Neuinvestitionen und Abwanderung von Fachkräften.